# Samoa National League
Die Samoa National League ist die höchste Spielklasse des nationalen Fußballverbands von Samoa.

## Siegerliste
- 1979 Vaivase-tai FC
- 1980 Vaivase-tai FC
- 1981 Vaivase-tai FC & SCOPA (geteilt)
- 1982 Alafua
- 1983 Vaivase-tai FC
- 1984 Kiwi SC
- 1985 Kiwi SC
- 1986–1996 nicht bekannt (*)
- 1997 Kiwi SC
- 1998 Vaivase-tai FC
- 1999 Moata'a
- 2000 Titavi
- 2001 Goldstar (Sogi)
- 2002 Strickland Brothers (Lepea)
- 2003 Strickland Brothers (Lepea)
- 2004 Strickland Brothers (Lepea)
- 2005 Tuanaimoto Breeze
- 2006 Vaivase-tai FC
- 2007 Gruz Azull
- 2008 Sinamoga
- 2009/10 Moaula United FC
- 2010/11 Kiwi SC
- 2011/12 Kiwi SC
- 2012/13 Lupe o le Soaga
- 2013/14 Vailima Kiwi FC (Kiwi SC)
- 2014/15 Lupe o le Soaga
- 2016 Lupe o le Soaga
- 2017 Lupe o le Soaga
- 2018 Kiwi FC
- 2019 Lupe o le Soaga
- 2020 Lupe o le Soaga
- 2021 Lupe o le Soaga
- 2022 Vaivase-tai
- 2023 Vaipuna SC
- 2024 Vaipuna SC

(*) Der Klub Sinamoga beansprucht insgesamt 2 Meisterschaften, also eine dieser Meisterschaften.